# Nogent-sur-Aube
 Nogent-sur-Aube  es una población y comuna francesa, en la región de Champaña-Ardenas, departamento de Aube, en el distrito de Troyes y cantón de Ramerupt.

## Demografía
| 334 | 314 | 324 | 317 | 311 | 316 |
| Para los censos de 1962 a 1999 la población legal corresponde a la población sin duplicidades (Fuente: INSEE [Consultar]) |     |     |     |     |     |